# Arroyo Blanco (vattendrag i Spanien)
Arroyo Blanco är ett vattendrag i Spanien.   Det ligger i provinsen Province of Córdoba och regionen Andalusien, i den södra delen av landet, 400 km söder om huvudstaden Madrid.